# Coptotomus loticus
Coptotomus loticus là một loài bọ cánh cứng trong họ Bọ nước. Loài này được Hilsenhoff miêu tả khoa học năm 1980.